# 新しい森
『新しい森』（あたらしいもり）は、tacicaの3枚目のミニアルバム。2017年8月30日にSME Recordsから発売された。

## 解説
前作『HEAD ROOMS』より約1年5ヶ月、ミニアルバムとしては『jibun』以来、約5年2ヶ月ぶりのリリース。
初回生産限定盤には同年に行われたアルバム再現ツアー「TIMELINE for "jacaranda"」のアルバム全曲分を収録したBD（DVD）が同梱。
春に行われたツアー「TIMELINE for "jacaranda"」のバンドメンバーである野村陽一郎（ギター）がプロデュースを担当。同じくツアーに参加したsyrup16gの中畑大樹（ドラム）を含めた4人でのレコーディングを行った。

## 収録曲
全作詞・作曲：猪狩翔一
1. mori [2:58]
2. 諦める喉の隙間に新しい僕の声が吹く [4:52]
3. YELLOW [3:43]
発表前から、2ndアルバム再現ツアー「TIMELINE for "jacaranda"」にて披露されていた楽曲。
4. 群青 [3:29]
5. youth [4:22]
6. 回転盤 [3:39]

### 初回生産限定盤映像
A(BD : SECL-2195～6)、B(DVD : SECL-2197～8)にそれぞれ収録。
| #   | タイトル                 | 作詞 | 作曲・編曲 |
| --- | ------------------------ | ---- | ---------- |
| 1.  | 「20日鼠とエンドロール」 |      |            |
| 2.  | 「鼈甲の手」             |      |            |
| 3.  | 「アトリエ」             |      |            |
| 4.  | 「人鳥哀歌」             |      |            |
| 5.  | 「タイル」               |      |            |
| 6.  | 「某鬣犬」               |      |            |
| 7.  | 「ジャッカロープ」       |      |            |
| 8.  | 「蜜蜂の毛布」           |      |            |
| 9.  | 「Galapagos」            |      |            |
| 10. | 「メトロ」               |      |            |
| 11. | 「γ」                    |      |            |

## 参加ミュージシャン
- 猪狩翔一 - Vocal・Guitar
- 小西悠太 - Bass
- 野村陽一郎 - Guitar
- 中畑大樹 - Drums